# Pseudophorellia tristeza
Pseudophorellia tristeza är en tvåvingeart som beskrevs av Allen L.Norrbom 2006. Pseudophorellia tristeza ingår i släktet Pseudophorellia och familjen borrflugor.
Artens utbredningsområde är Surinam. Inga underarter finns listade i Catalogue of Life.